# Bruna Carolina
Bruna Carolina Oliveira Caetano (Guarani das Missões, 9 de junho de 1999) é uma jogadora de futsal brasileira.

## Biografia e carreira
Em 2019, defendendo o Londrina, a jogadora venceu o Campeonato Paranaense Sub-20, além de ter sido a artilheira da competição.
Em 2022, disputou a Liga Nacional de Futsal Feminino pelo Londrina. Durante a Gala Mundo do Futsal, promovida pela Confederação Brasileira de Futsal, Bruna foi eleita “Craque da Competição” e, além disso, foi a vice-artilheira com 17 gols marcados.
Em 2023, a jogadora integrou a Seleção Brasileira que venceu de forma invicta o 1.º Torneio Internacional de Futsal Feminino de Xanxerê.